# Ахундова, Тамилла Юсиф кызы
Тами́лла Юси́ф кызы Аху́ндова (род. 1944) — азербайджанская советская учительница, депутат Верховного Совета СССР.

## Биография
Родилась в 1944 году. Азербайджанка. Беспартийная. Образование высшее — окончила Азербайджанский педагогический институт имени М. Ф. Ахундова.
С 1968 года учительница школы. С 1974 года учительница русского языка и литературы школы № 96 Ленинского района Баку.
Депутат Совета Национальностей Верховного Совета СССР 9 созыва (1974—1979) от Бакинского — Ленинского избирательного округа № 193 Азербайджанской ССР. Член Комиссии по иностранным делам Совета Национальностей.